# فابيانا روزاليس

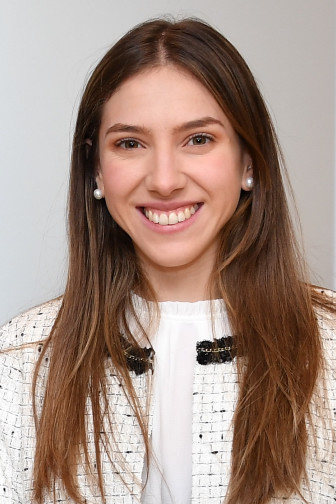
روزاليس في 2019

فابيانا أندرينا روزاليس غيريرو دي غايدو (بالإسبانية: Fabiana Rosales)‏ (من مواليد 22 أبريل 1992) صحفية فنزويلية وناشطة في مجال حقوق الإنسان على وسائل التواصل الاجتماعي. بصفتها زوجة خوان غوايدو، المعترف به من قبل أكثر من 50 حكومة كرئيس لفنزويلا بالنيابة، يعتبرها البيت الأبيض والجمعية الوطنية لفنزويلا سيدة فنزويلا الأولى.

## حياة المبكرة والتعليم
ولدت روساليس في مدينة توفار بولاية ميريدا في 22 أبريل 1992. كان والدها كارلوس مزارعًا ووالدتها صحفية. عندما كانت طفلة، لاحظت مقابلات والدتها وأصبحت مهتمة بالقضايا الاجتماعية. ساعدت في إدارة مزرعة الأسرة وقررت دراسة الصحافة. توفي والدها بعد إصابته بنوبة قلبية في عام 2013، والتي تلومها على النقص في فنزويلا. تقول: «لم يكن هناك دواء في قريته لتثبيته، ولا سيارة إسعاف لنقله إلى أقرب مستشفى». مات ابن عمها بالمثل، لأنه لم يتم العثور على منتجات لنقل الدم.
في عام 2013، تخرجت من جامعة رافائيل بيلوسو شاسين بدرجة في الصحافة والاتصالات الاجتماعية. عملت في ولاية ميريدا في مجلس المدينة كمسؤول صحفي، ثم شغلت منصبًا مشابهًا بعد انتقالها إلى كاراكاس. التقت بخوان غوايدو في تجمع للشباب، وتزوجا في عام 2013. لديهما ابنة ولدت عام 2017.

## نشاطها السياسي

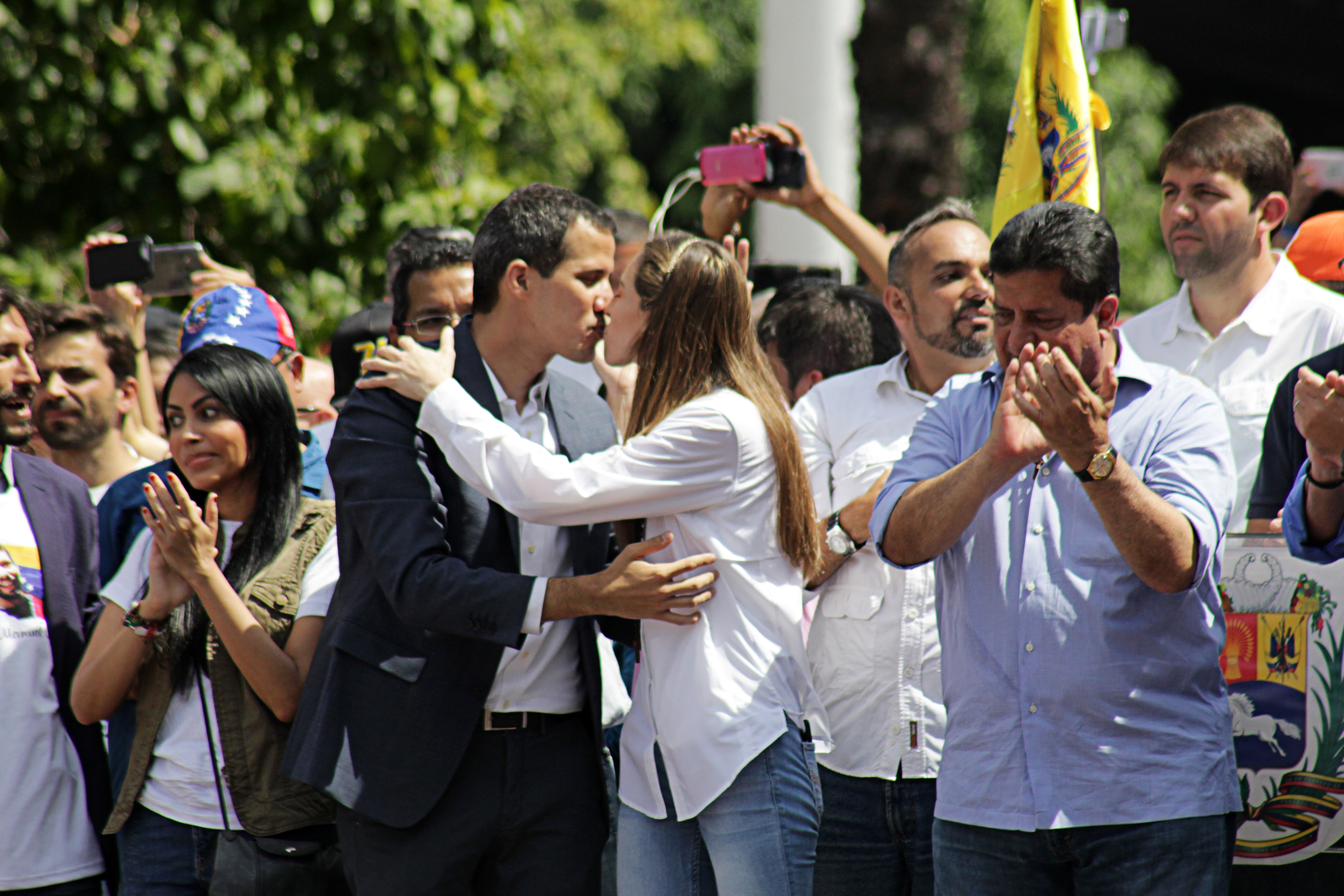
مسيرة احتجاجية ضد مادورو في 2 فبراير 2019 في كاراكاس دعا إليها خوان غوايدو رئيس فنزويلا المؤقت.

خلال دراستها الجامعية، بدأت روزاليس العمل في حزب الإرادة الشعبية المعارض (بالإسبانية: Voluntad Popular). بصفتها ناشطة في مجال حقوق الإنسان، كان لديها ما يقرب من 150 ألف متابع على انستغرام اعتبارًا من 26 يناير 2019. صرحت أن العامل المحفز بالنسبة لها هو أنها لا «تريد أن تكبر ابنتها وهي ترغب في مغادرة فنزويلا»، وأنها «تعمل من أجل ابنتها لترث بلداً أفضل».
خلال أزمة الرئاسة الفنزويلية، تم تعيين غوايدو رئيسًا بالوكالة من قبل الجمعية الوطنية الفنزويلية، معارضة شرعية نيكولاس مادورو. اعترفت أكثر من 50 حكومة بغوايدو كرئيس بالنيابة لفنزويلا، مما يعطي روساليس ضمنيًا الادعاء بأنها السيدة الأولى لفنزويلا. وقالت لرويترز إن الجواسيس و «الجماعات المسلحة الموالية للحكومة» يتبعونها هي وغوايدو.

### العلاقات الخارجية
ذكرت صحيفة نيويورك تايمز أن روزاليس «تبرز كشخصية بارزة في حملة [غوايدو] لإحداث التغيير في البلد الذي مزقته الأزمة». وقد تولت دور السفيرة الدولية للمعارضة، والتقت بالشتات البوليفاري والقادة الإقليميين لطلب الدعم للمعارضة وبلدها. بدأ روساليس عمله في أمريكا اللاتينية، حيث التقى بمارتن فيزكارا وسيباستيان بينيرا، رئيس بيرو وشيلي على التوالي، في مارس 2019.

### روزاليس مع ترامب
في 27 مارس، زارت البيت الأبيض للقاء الرئيس الأمريكي دونالد ترامب ونائب الرئيس مايك بنس. وقالت إن الأزمة في فنزويلا خطيرة، ووصفتها بـ «الحرية أو الديكتاتورية، حياة أو موت». قال ترامب إنه «لشرف عظيم أن يكون لدينا السيدة الأولى لفنزويلا».[5] من واشنطن العاصمة، ذهبت بعد اجتماع مع رئيس بلدية ميامي كارلوس جيمينيز، حيث تم تسليمها مفتاح مقاطعة ميامي ديد.

## روابط خارجية
- fabiirosales على تويتر.
- فابيانا روزاليس على إنستغرام